# AIM-120 AMRAAM
El míssil AIM-120 AMRAAM és un míssil aire-aire d'abast mitjà (fins a 50-100 km, més enllà de l'abast visual) i guiatge autònom per radar actiu. Fou dissenyat per l'empresa estatunidenca Hughes (actualment Raytheon) en resposta a un requeriment de les Forces Aèries dels Estats Units per a substituir l'AIM-7 Sparrow. És un míssil guiat per radar actiu, això significa que el mateix radar del míssil el guia en tota la trajectòria fins al seu objectiu i el fa detonar. Per tant, té capacitat de "disparar i oblidar", fent-lo més flexible que els míssils amb radar semiactiu (que requereixen l'ús del radar de l'avió de llançament).

## Usuaris
L'AIM-120 AMRAAM és utilitzat en 36 països i s'ha adaptat als caces F-16, F-15, F/A-18, F-22, Eurofighter Typhoon, Saab 39 Gripen, Panavia Tornado i Harrier.